# 구지정 (이와테현)
구지정(久慈町)은 이와테현 미나미쿠노헤군·구노헤군에 설치되었던 정이다. 현재의 구지시에 해당한다.

## 연혁
- 1889년 4월 1일 - 정촌제 시행과 함께 미나미쿠노헤군 구지촌이 성립하였다.
- 1897년 4월 1일 - 군제를 실시해 구노헤군이 성립하였다.
- 1954년 11월 1일 - 오사나이정 우베촌 오카와메촌 사무라이하마촌 나쓰이촌 야마네촌과 합병해 구지시가 성립하였다. 같은날에 구지정은 폐지하였다.

## 교통

### 철도
- 일본국유철도 하치노헤 선
- 산리쿠 철도 기타리아스 선 (당시엔 미개업 상태였다.)

### 도로
- 국도 45호선
- 국도 281호선